# Ouled Si Ahmed
Ouled Si Ahmed (în arabă أولاد سي أحمد) este o comună din provincia Sétif, Algeria.
Populația comunei este de 10.238 de locuitori (2008).